# Necromanteion (Acheron)
Necromanteion var ett antikt grekiskt tempel helgat till Hades och Persefone. Det låg vid den flodbank där floderna Acheron, Pyriphlegethon och Cocytus möttes strax utanför staden Ephyra i Epirus, eftersom dessa floder då troddes flyta ned till Hades rike i underjorden.
Necromanteion var en helgedom dit människor kom för att tala med de avlidna, ofta sina förfäder. Helgedomen omtalas av Homeros 700-talet f.Kr., och förstördes 167 f.Kr. Det råder delade meningar om huruvida man har funnit lämningarna av templet. År 1958 återfanns antika lämningar i detta område, men dessa är endast från 400-talet f.Kr. och tycks motsvara en befäst lantegendom snarare än ett tempel.